# ササキビ
ササキビ（笹黍、学名：Setaria palmifolia (Willd.) Stapf (1914) ）はイネ科の植物の1つ。イネ科としては幅広くてヤシのように縦襞の多い大きな葉を持つ。

## 特徴
株立ち状に生える多年生の草本。茎は斜めに立ち、高さ60～180cmに達し、まばらに葉を着ける。葉身は全体としては披針形で長さ30～60cm、幅3～7cm程で、多数の縦襞があって折れ曲がり、その様子はシュロの葉などを思わせる。葉鞘はその背面に竜骨があり、いぼ状に剛毛が生える。葉舌は三日月型で、基部は紙質で先端部は毛になっていて長さ1～2mm。

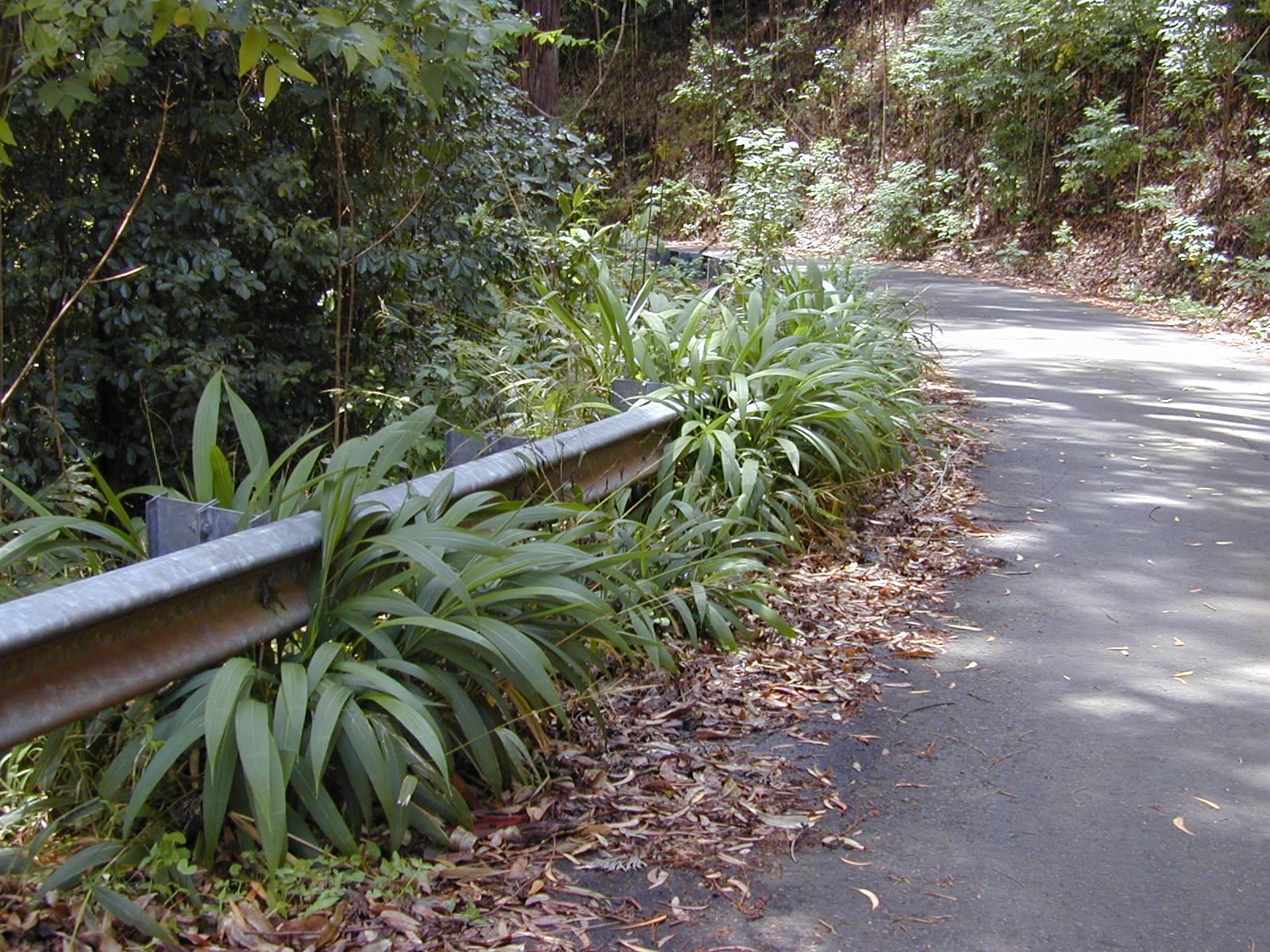
道路脇に群生している様子
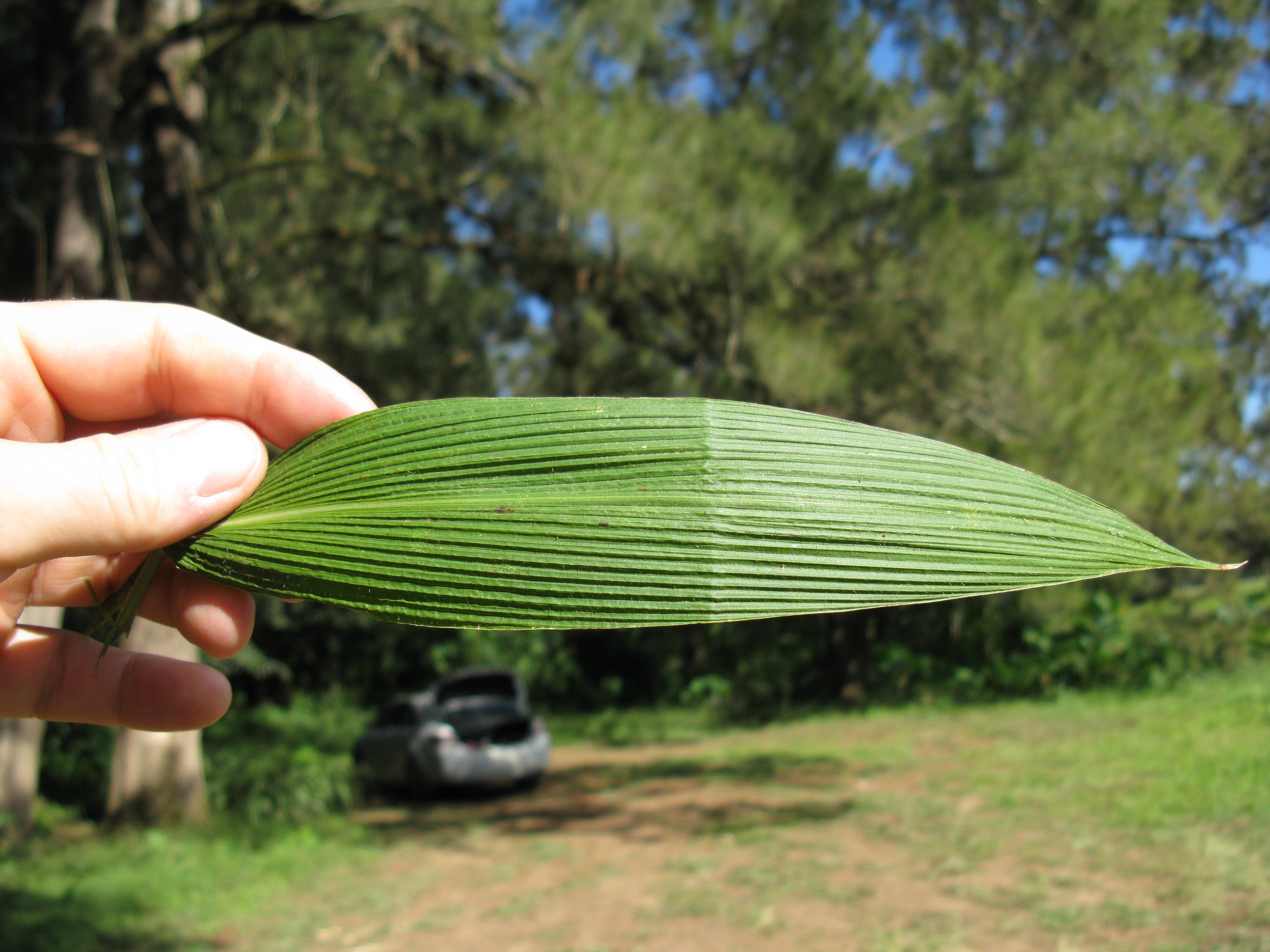
縦襞が多い葉
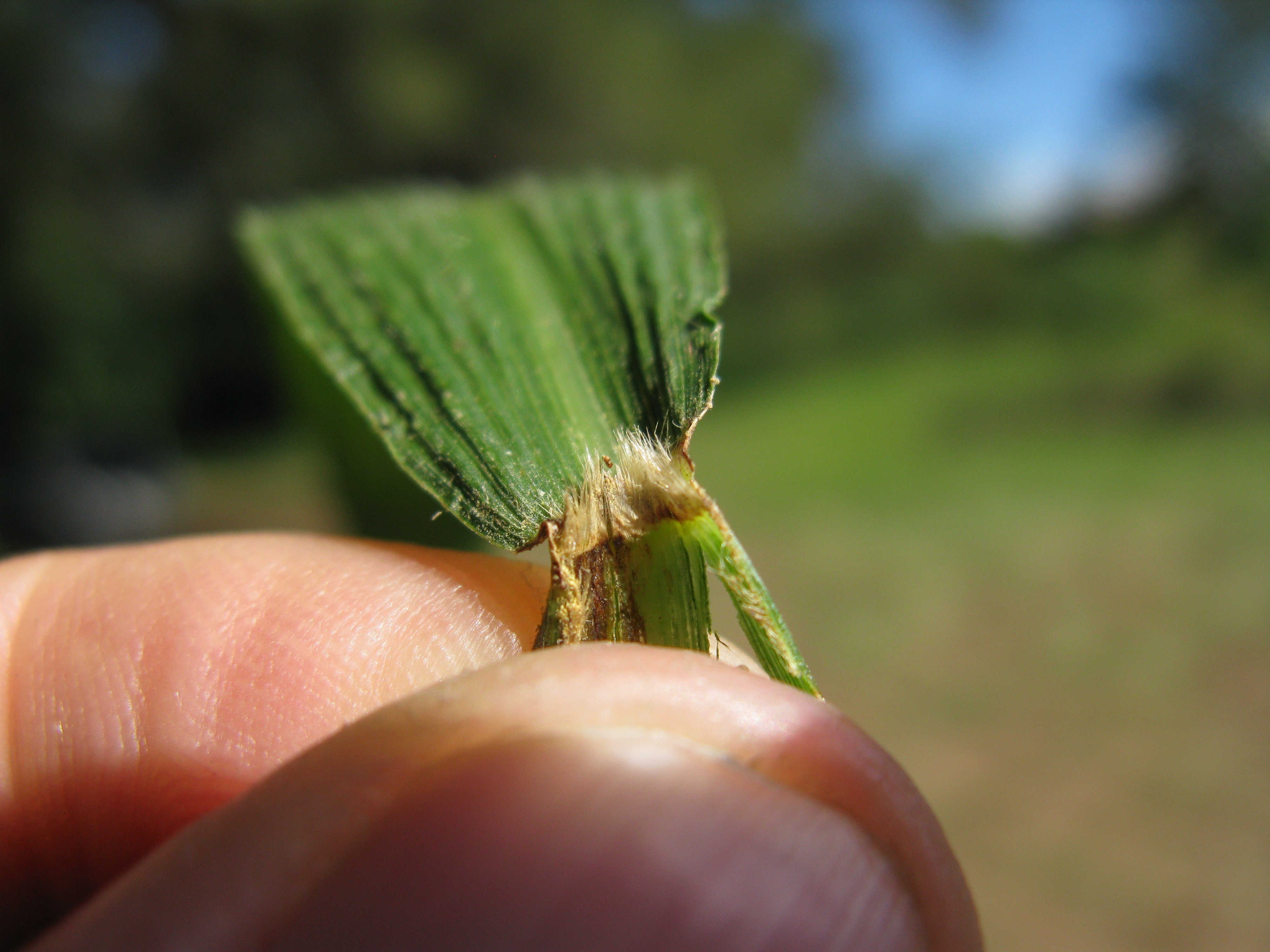
葉舌の様子

花期は8～9月。円錐花序はエノコログサのように密集して穂状になることはなく、側枝は斜めに開いて長く伸び、まばらに小穂を付ける。花序は大きくて長さ40cmに達し、個々の枝の先端は小穂を越えて伸び、剛毛状となっており、これがエノコログサなどの穂を包むように突き出す刺毛にあたる。なお初島(1975)は花序の構成について第1次側枝から生じてそれに圧着する短い枝に小穂が密生しており、全体としては中断のある複総状花序である、としている。

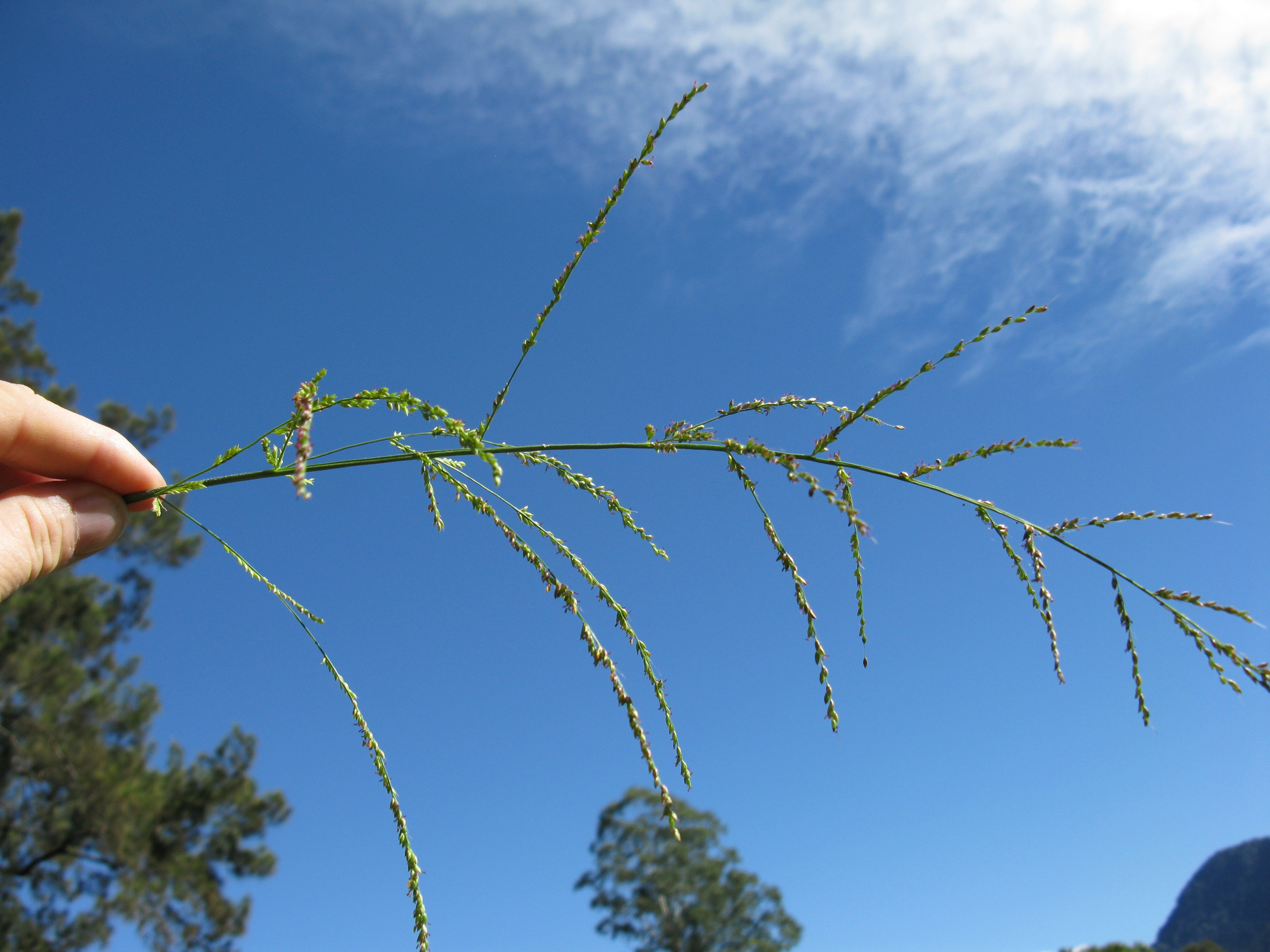
花序の様子
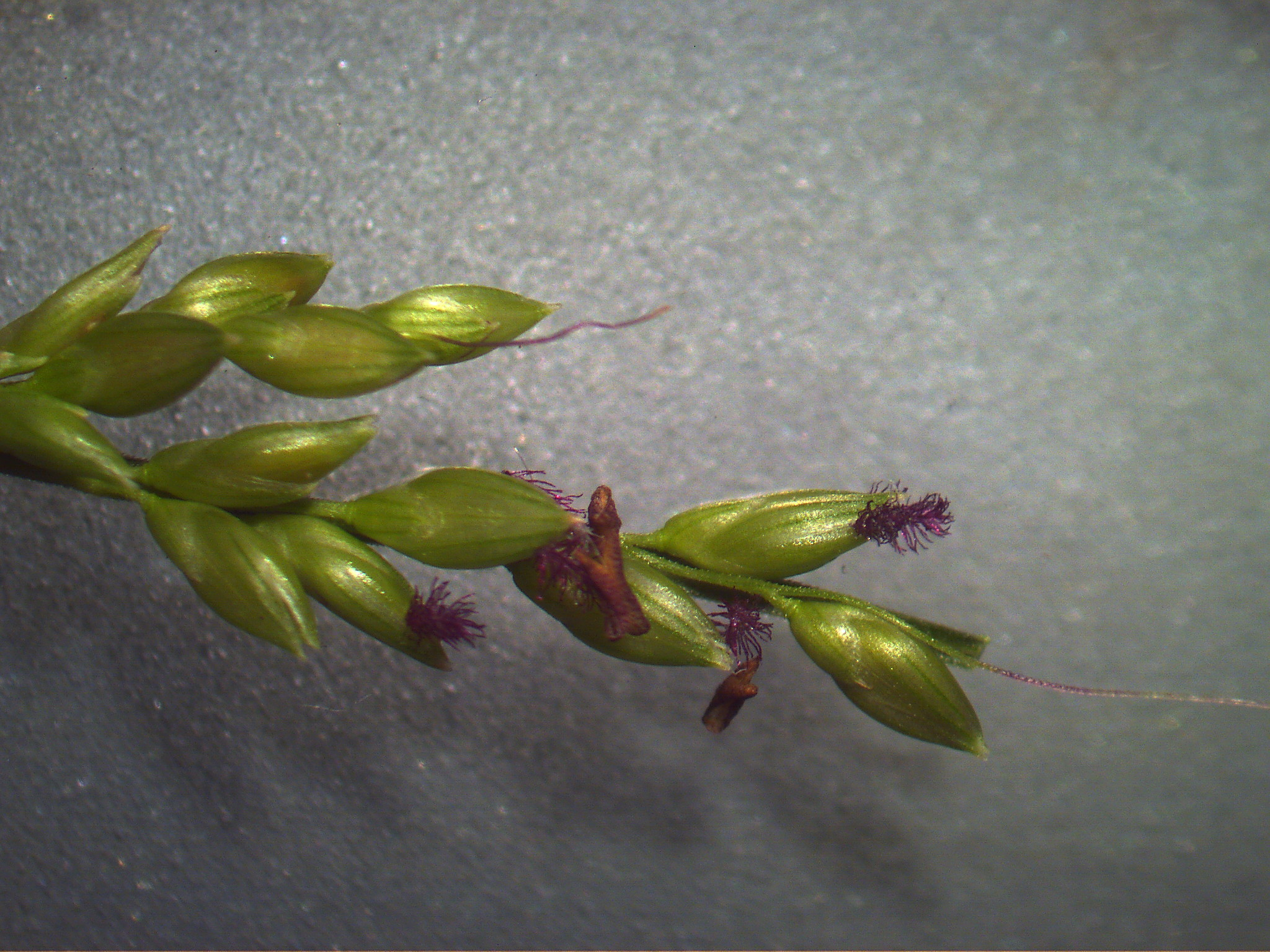
花序の側枝の一部
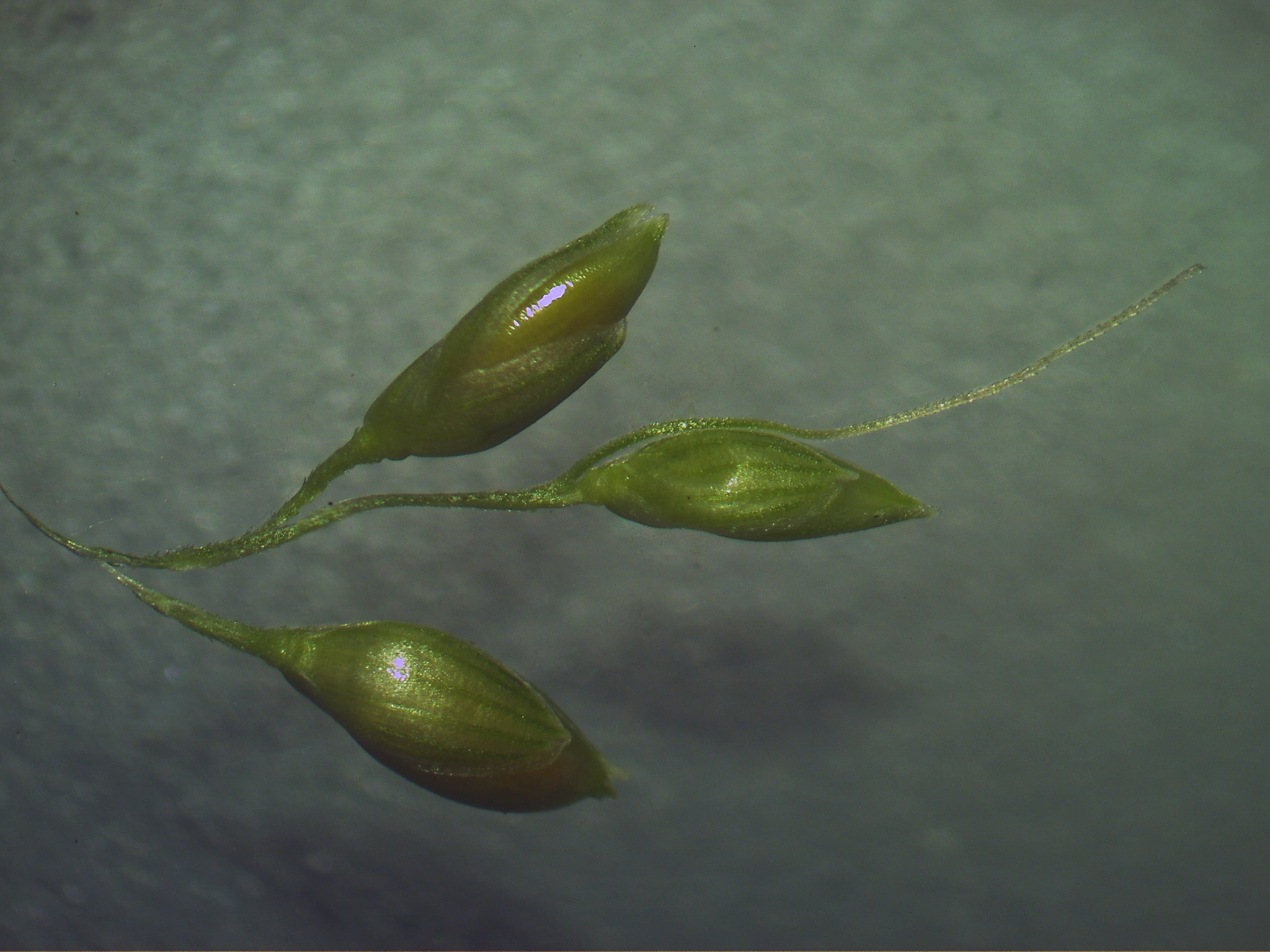
側枝の先端が剛毛状に突き出す。

小穂は楕円状披針形で長さ3～4mm。緑色をしている。第1包頴は卵形で小穂の長さの1/3～1/2程度、3～5本の脈がある。第2包頴は卵形で小穂の約半分の長さがあり、第2小花の背面が半分見えており、5～7脈がある。またこれら包頴と第1小花の護頴はその縁が半透明になっている。第1小花の護頴は5本の脈があり、先端は小さく突き出して尖っている。これに対する内頴は護頴の半分の長さで2脈があり、第1小花はこれらを残して退化しており、雄しべも雌しべも存在しない。第2小花の護頴と内頴は革質で質が硬く、光沢があって不規則な皺がある。またそれぞれの先端は小さく突き出して終わる。葯は長さ1.4mm。第2小花の護頴はその両端が内側に曲がって第2小花を抱え、果実が成熟した状態でもそれを抱え、纏まって脱落する。

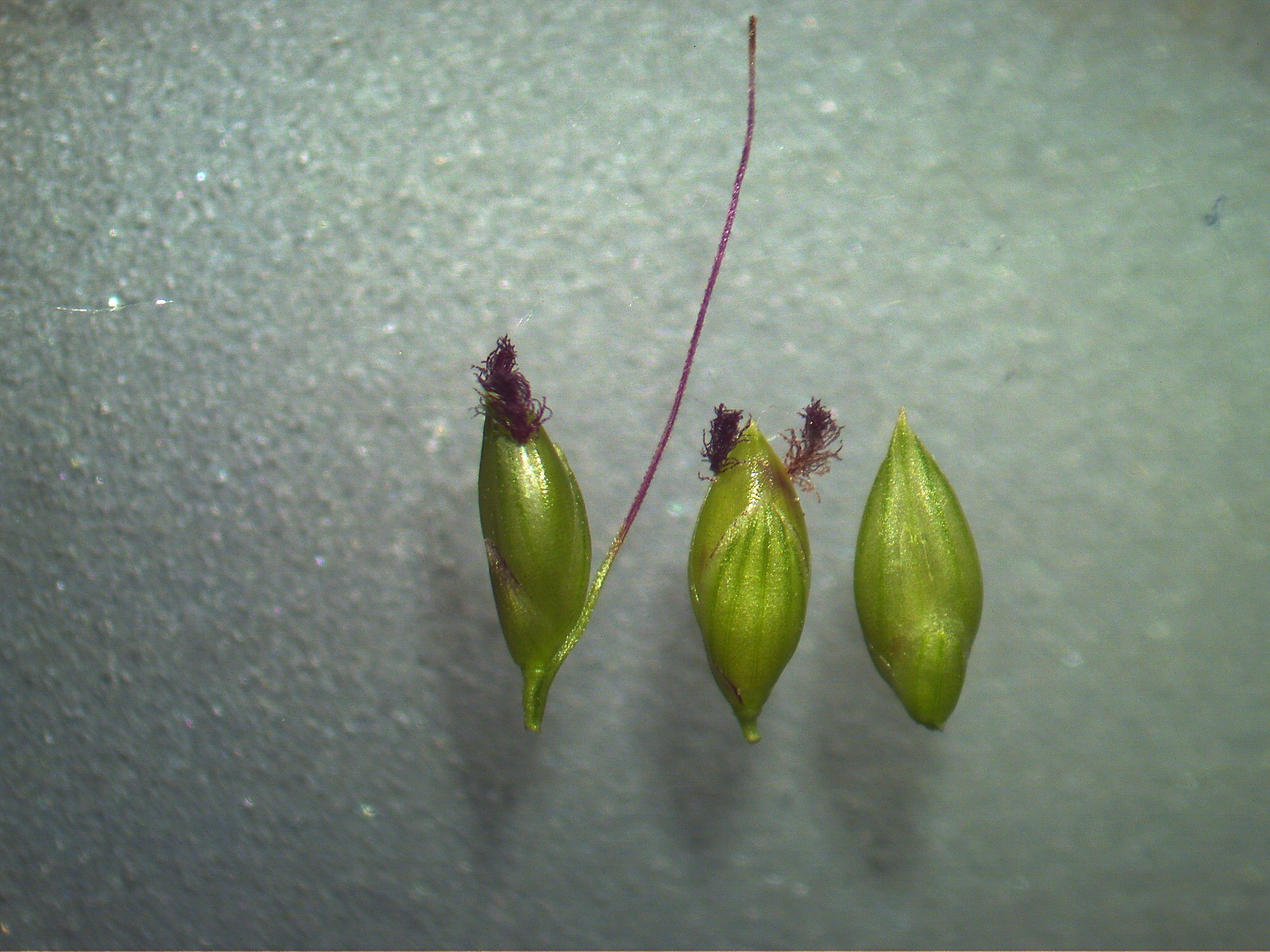
小穂の外形
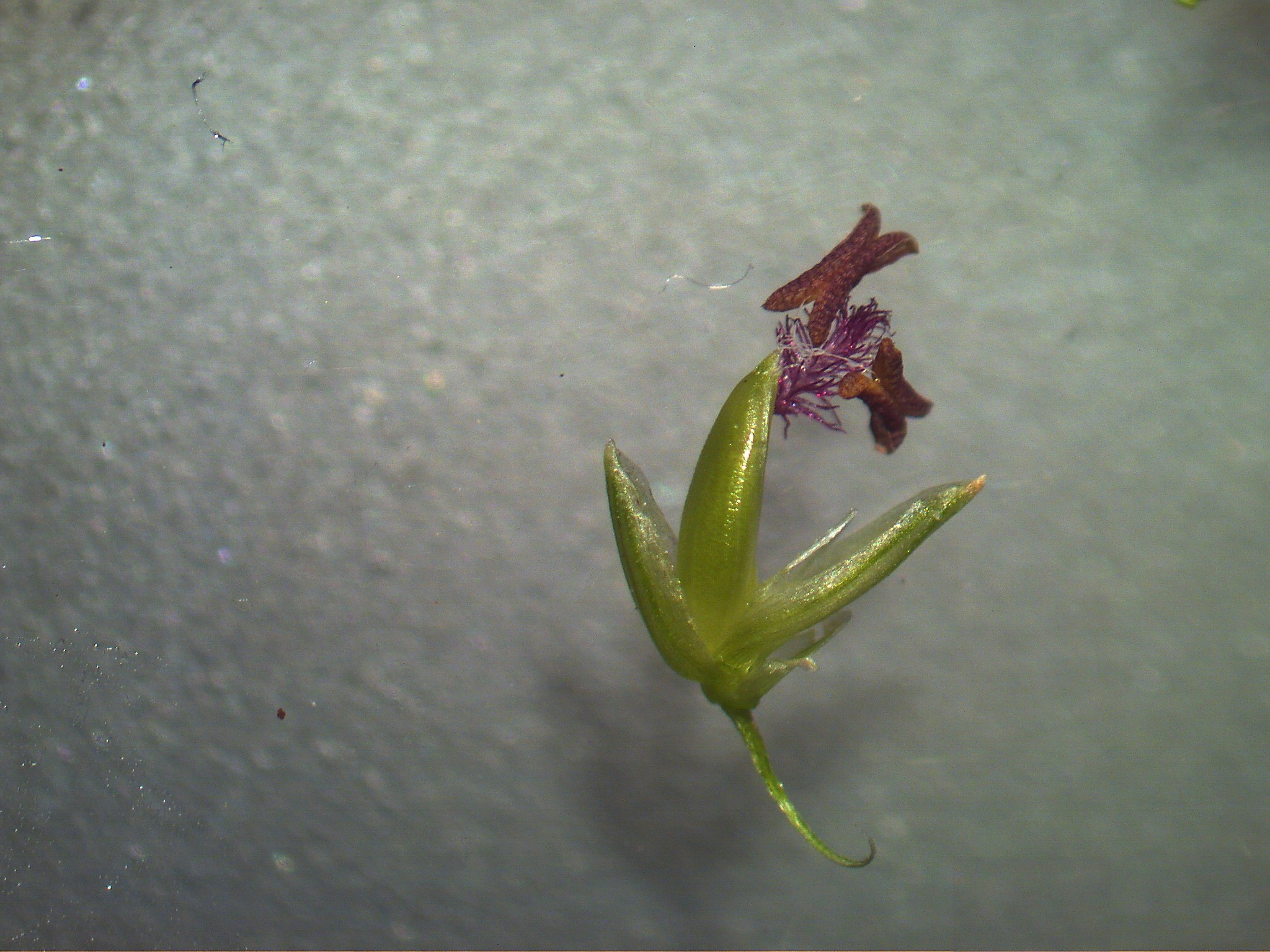
小穂の構造(開花時)
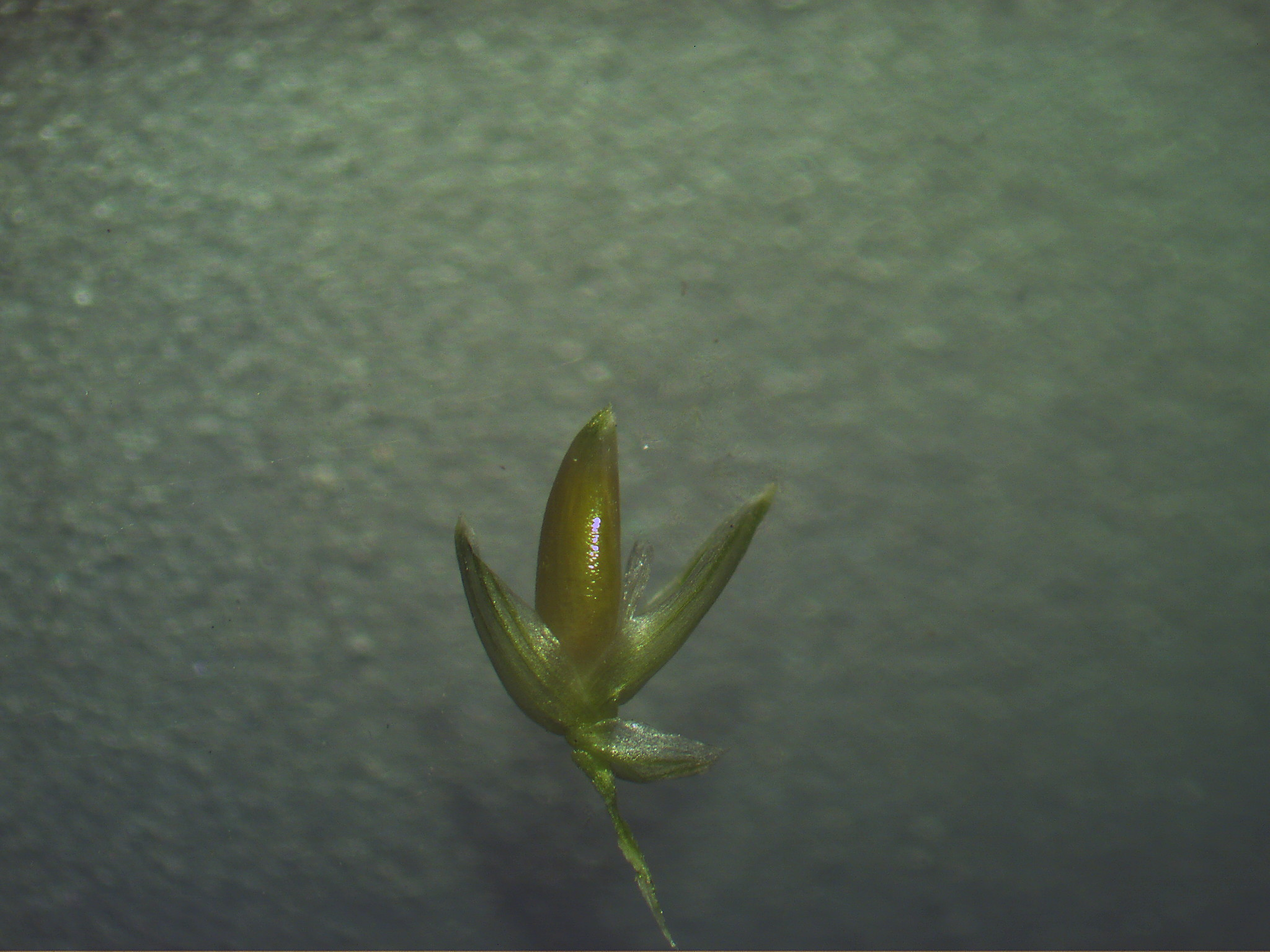
小穂の構造(果実時)

和名は笹黍で、葉が笹のように幅広いこと、小穂が黍に似ることによるが、その葉は笹より遙かに大きい。英名は Palm grass であり、これは葉に襞があってヤシ類を思わせることに依る。

## 分布と生育環境
タイプ産地はタイで、西アフリカからアジアに掛けての熱帯に広く分布し、日本では九州南部から琉球列島で知られ、また中央アメリカ、オーストラリアにも移入している。なお初島(1975)では本種の琉球列島における分布を沖縄島、石垣島、西表島のみとしている。茨木他(2020)でも同様でこれに更に奄美大島が追加されている。いずれにしても各島に広く見られるというものではないようである。
林の中に生える。山裾の川岸や山沿いの道ばたなどでやや湿気のあるところに見られることが多い、普通に見られる植物である。

## 分類・類似種など
エノコログサ属には世界に約100種、日本には外来種を含めて10種ほどがある。日本ではエノコログサ S. viridis がごく普通に見られ、またいわゆる猫じゃらしとして一般にも広く知られた種となっているが、本属にはこれに似た姿のものも多いものの、かなり見かけの異なるものも含まれている。本種はエノコログサとはとても似付かない姿をしている方である。共通するのは小穂の構造と共に円錐花序を作ること、その枝に不実の棘を生じることである。エノコログサでは円錐花序の側枝がごく短縮しているためにそう見えないだけで、その点では大きな違いは無い。不実の棘に関してはエノコログサではこの棘、刺毛とも言うが、これが1つの小穂ごとにその基部から数本出るのに対し、本種では複数の小穂のつく枝の先端だけがその形を取る。
それ以上に独特なのはその葉であり、イネ科の中でも幅広く、またその表面にヤシ類を思わせる縦襞がある点、日本では他に以下の種以外に例がない。
本種とよく似ているものには日本では以下のものがある。
- S. plicata コササキビ

この種は本種に似て幅広く襞の多い葉とまばらに小穂を付ける穂を持つが、遙かに小さくて葉幅が3cm以下、また穂は枝が広がらず全体に細くなっている。この種もその分布域は九州南部から琉球列島に掛けてと、そして東南アジアからネパールに亘る。
- S. barbata ヒメササキビ

この種は沖縄、小笠原に帰化している。

## 人間との関係
日本では特に取り上げるべきものはない。
マレシアの各地において、本種の新芽は甘みのある素材として食用にされ、またその葉はよほど古くなっていない限りは牛や馬にとって栄養豊かな飼料となる。またインドネシアでは出産の後にこれを食べ、おそらくは悪露や母乳の分泌を進めるために用いられ、またインドでは煎じ薬の要素の一つに使われ、生理不順などの際に使われる。また緩和剤や利尿剤としても使われる。
北アメリカでは植栽される例があるという。観賞用に栽培される。
中国名を台風草といい、台湾ではこの葉を取って横襞を数え、その年の台風の襲来数を占うという。